# تپه اسکندری و تپه‌های اطراف آن
تپه اسکندری و تپه‌های اطراف آن مربوط به تاریخ ایران پیش از اسلام و هزاره هفتم (پیش از میلاد) به بعد است و در شهرستان شهرکرد، ۱ کیلومتری هفشجان واقع شده و این اثر در تاریخ ۱ دی ۱۳۴۸ با شمارهٔ ثبت ۸۸۶ به‌عنوان یکی از آثار ملی ایران به ثبت رسیده است. شهر هفشجان دارای پیشینه و تاریخچه‌ای کهن است. براساس سفالینه‌های کشف شده بروی تپه‌های باستانی قدمت هفشجان به هزاره هفتم قبل از میلاد بر می‌گردد و بیانگر پیشینه ۹۰۰۰ ساله این شهر است. این دولت شهر تاریخی جزو اولین سکونتگاه‌های دوره نوسنگی محسوب می‌گردد.

## پیشینه
تپه اسکندری هفشجان مربوط به دوره نوسنگی تا عیلامی است. وجود سفالینه‌های پیش از تاریخ تا تاریخی و وفور ابزار سنگی همچون فِلینت و اُبسیدین از استقرار این مکان از هزاره هفتم تا هزاره اول قبل از میلاد خبر می‌دهد و بیانگر توالی تمدنی منطقه است.
فعالیت‌های باستان‌شناسی جهانگیر یاسی از مرکز باستان‌شناسی ایران در این محوطه باستانی در تابستان ۱۳۴۷ خورشیدی، کهن‌ترین و اولین کاوش باستان‌شناسی منطقه و استان چهارمحال و بختیاری است؛ و نیز فعالیت‌های مؤثر باستان‌شناسی آلن زاگارل در سال ۱۳۵۷ خورشیدی نیز بروی این تپه‌ها در پیشینه نگاری این عرصه، مهم و تأثیرگذار بوده است.
براساس شواهد موجود، تپه مرکزی مجموعه چغات‌های اسکندری هفشجان (محوطه S12) در سال ۱۳۷۵ بار دیگر مورد بررسی سطحی و گمانه‌زنی قرار گرفت. باستان‌شناسان در گمانه‌زنی‌های خود در کمال ناباوری به کتیبه‌ای به خط میخی عیلامی برخورد کردند که وجود یک زیگورات یا چیزی شبیه به آن را به خوبی در این منطقه نشان می‌دهد. با توجه به این کاوش می‌توان نتیجه گرفت که اگرچه این تپه باستانی متعلق به دوران پیش از تاریخ است و از ۹۰۰۰ سال تا ۶۰۰۰ سال قبل در زمرهٔ محوطه‌های تاریخی پیش از اختراع خط محسوب می‌شود اما کشف کتیبه عیلامی بیانگر تداوم و استمرار تمدنی بزرگ در این منطقه می‌باشد و در دوره عیلامی نیز ساختمانی عظیم همچون زیگورات یا معبد الهی را داشته است و یکی از احتمالات مرتبط آن است که ضمن حفظ اصالت عرصه وسیع ۹۰۰۰ ساله هفشجان اما در ۳۰۰۰ سال پیش و در دوره عیلامی میانه این منطقه یکی از پایتخت‌های عیلامیان بوده‌باشد.

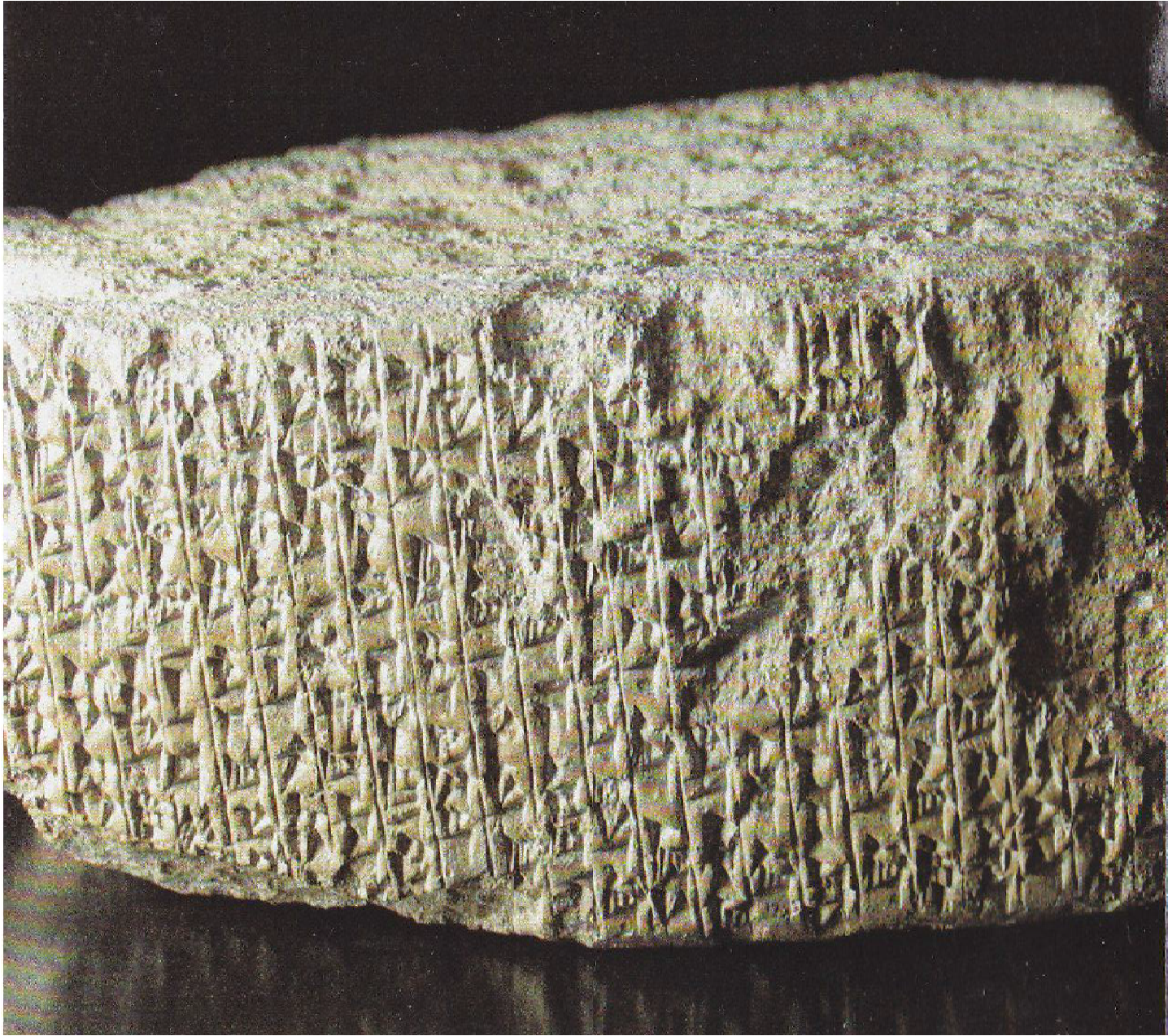
کتیبه عیلامی میانه متعلق به هوته لوتش اینشوشیناک، مکشوفه در تپه اسکندری هفشجان